# Keum Sae-rok
Đây là một tên người Triều Tiên, họ là Keum.
Keum Sae-rok (tiếng Hàn: 금새록; sinh ngày 6 tháng 9 năm 1992) là nữ diễn viên người Hàn Quốc. Cô được biết đến với các vai diễn nổi bật trong Linh mục nhiệt huyết (2019) và Tuổi trẻ của tháng Năm (2021).

## Tiểu sử

### Giáo dục
- Học viện nghệ thuật Seoul (서울예술대학), Khoa Diễn xuất – Tốt nghiệp Cử nhân nghệ thuật

## Danh sách phim

### Phim
| Năm  | Nhan đề                               | Vai diễn                  | Ghi chú                       | Ng.         |
| ---- | ------------------------------------- | ------------------------- | ----------------------------- | ----------- |
| 2017 | The King                              | Bạn của Jun Hee-sung      |                               |             |
| 2018 | Believer                              | Soo-jeong                 |                               |             |
| 2018 | Kế hoạch Bắc Hàn (The Spy Gone North) | Nữ vệ sĩ của Tổng thống 3 |                               |             |
| 2019 | The King's Letters                    | Lee Jin-ah                |                               |             |
| 2019 | Our Body                              | Hee-jung                  |                               |             |
| 2022 | Cabriolet                             | Jia                       | Phim sẽ ra mắt tại 26th BIFAN | [ 2 ]       |
| TBA  | Open the Door                         |                           |                               | [ 3 ] [ 4 ] |

### Phim truyền hình
| Năm       | Nhan đề                         | Kênh | Vai diễn      | Ghi chú               | Ng.    |
| --------- | ------------------------------- | ---- | ------------- | --------------------- | ------ |
| 2018      | Marry Me Now                    | KBS2 | Park Hyun-ha  | Vai chính             |        |
| 2019      | Linh mục nhiệt huyết            | SBS  | Seo Seung-ah  | Vai chính             | [ 5 ]  |
| 2019      | Class of Lies                   | OCN  | Ha So-hyeon   | Vai chính             | [ 6 ]  |
| 2020      | Drama Stage – Everyone Is There | tvN  | Kang Il-young | Mùa 3 – one-act drama | [ 7 ]  |
| 2021      | Triều Tiên Khu ma sư            | SBS  | Hyeum         | 2 tập, Vai chính      | [ 8 ]  |
| 2021      | Tuổi trẻ của tháng Năm          | KBS2 | Lee Soo-ryun  | Vai chính             | [ 9 ]  |
| 2022–2023 | Lý giải tình yêu                | JBTC | Park Mi-kyung | Vai chính             | [ 10 ] |

### Phim chiếu mạng
| Năm  | Nhan đề                  | Nền tảng | Vai diễn           | Ghi chú | Ng.    |
| ---- | ------------------------ | -------- | ------------------ | ------- | ------ |
| 2016 | Game Development Girls   | Naver TV | Bữa tiệc cosplay 2 |         |        |
| TBA  | People of the Blue House | TBA      | con gái thứ hai    |         | [ 11 ] |

## Hoạt động giải trí

### Chương trình truyền hình
| Năm  | Nhan đề                          | Kênh phát sóng | Vai trò   | Ghi chú     | Ng.                  |
| ---- | -------------------------------- | -------------- | --------- | ----------- | -------------------- |
| 2019 | Running Man                      | SBS            | Khách mời | Tập 442     | [ 12 ]               |
| 2020 | Running Man                      | SBS            | Khách mời | Tập 486     | [ 13 ]               |
| 2021 | Running Man                      | SBS            | Khách mời | Tập 546     | [ 14 ] [ 15 ]        |
| 2021 | Baek Jong-won's Alley Restaurant | SBS            | Co-host   | Tập 169–200 | [ 16 ] [ 17 ] [ 18 ] |

## Giải thưởng và đề cử
| Năm  | Lễ trao giải                                                  | Hạng mục                                   | (Những) Người/Tác phẩm được đề cử | Kết quả   | Ng.    |
| ---- | ------------------------------------------------------------- | ------------------------------------------ | --------------------------------- | --------- | ------ |
| 2021 | Giải thưởng giải trí SBS 2021 (2021 SBS Entertainment Awards) | Giải thưởng tân binh trong hạng mục tạp kỹ | Baek Jong-won's Alley Restaurant  | Đoạt giải | [ 19 ] |
| 2021 | Giải thưởng phim truyền hình KBS 2021                         | Nữ diễn viên mới xuất sắc nhất             | Tuổi trẻ của tháng Năm            | Đề cử     | [ 20 ] |
| 2021 | Giải thưởng phim truyền hình KBS 2021                         | Nữ diễn viên phụ xuất sắc nhất             | Tuổi trẻ của tháng Năm            | Đoạt giải | [ 21 ] |
| 2021 | Brand of the Year Awards                                      | Nữ diễn viên ngôi sao đang lên             | Keum Sae-rok                      | Đề cử     |        |
| 2022 | Giải thưởng Truyền hình Rồng Xanh lần 1                       | Nữ diễn viên phụ xuất sắc nhất             | Tuổi trẻ của tháng Năm            | Đề cử     | [ 22 ] |